# Karel Sklenička
Karel Sklenička (17. února 1933 Praha – 26. března 2001 Praha) byl český hudební skladatel a varhaník.

## Život
Během studia na gymnáziu měl problémy jak s kázní, tak i se svým protikomunistickým postojem. Vystřídal gymnázia v Písku, v Příbrami a v Praze. Nakonec však ani nebyl připuštěn k maturitě. Již během studia na gymnáziu upravoval národní písně pro Československý rozhlas a komponoval své první skladby. Pro Československou televizi začal psát scénickou hudbu a po jejím úspěchu komponoval i pro divadla. Podal několikrát přihlášku na Hudební a taneční fakultu Akademie múzických umění v Praze, ale z politických důvodů nebyl přijat. Podařilo se mu vystudovat obor hudební výchova a český jazyk na pedagogické fakultě a kompozici studoval alespoň soukromě. Po návratu do Písku pracoval dva roky v místní kartáčovně jako přitloukač hřebíků a v továrně na výrobu harmonik jako ladič. V roce 1958 se oženil.
Dlouhá léta působil jako varhaník a regenschori v pražském kostele Panny Marie Bolestné (u alžbětinek) a přes léto byl stálým varhaníkem v kostele sv. Martina ve Vidimi. V roce 1972 založil soubor Musica sacra nova Pragensis, který se soustředil na novou českou duchovní hudbu. V roce 1973 pak založil soubor Musica poetica, který uváděl zhudebněná díla českých a arménských básníků.
V roce 1986 byl postižen mozkovou mrtvicí a od roku 1987 byl v invalidním důchodu. Zemřel dne 26. března 2001 ve věku 68 let. Jeho pohřeb byl vypraven z kostela Nejsvětějšího Salvátora v Praze.

## Dílo
Věnoval se především duchovní hudbě, a to jak pro koncertní uplatnění, tak pro liturgickou potřebu, ale napsal i řadu skladeb vážné hudby (Musique de table, Pohádková suita, Symfonieta, Tři elegie a další). Složil české mešní ordinárium ve dvou variantách – jako skladbu pro lid a pro koncertní účely (s doprovodem varhan, trubky a bicích) – a soubor 203 žalmů pro zpěváka a lid.
Filmová hudba
- Zlá krev (TV seriál, 1986)
- Sňatky z rozumu (TV seriál, 1968)
- Drahý zesnulý (TV film, 1964)
- Příběh dušičkový (1964)
- Kočár nejsvětější svátosti (TV film, 1962)
- Magdalena Dobromila Rettigová (TV film, 1961)
- Ferda Mravenec (TV seriál, 1960)
- Záhady aneb s Karlem Čapkem v soudní síni (TV film, 1960)